# رودک قفقازی
رودک قفقازی (Meles canescens) یا رودک جنوب غرب آسیا یک گونه از گورکن‌های بومی غرب آسیا و برخی جزایر دریای مدیترانه است.

## رده‌بندی
رودک قفقازی در گذشته به عنوان زیرگونه گورکن اروپایی (M. meles) به همراه زیرگونه‌های دیگری که در آن طبقه‌بندی می‌شوند، تصور می‌شد. با این حال، یک مطالعه در سال ۲۰۱۳ نشان داد که واگرایی ژنتیکی قابل توجهی بین هر دو گونه وجود دارد. تصور می‌شود که این دو گونه در دوران پلیستوسن، بین ۲٫۳۷ میلیون سال پیش تا ۴۵۰٬۰۰۰ سال پیش، از هم جدا شدند. انجمن پستاندارشناسان آمریکا آن را به عنوان یک گونه متمایز می‌شناسد.

## ویژگی‌ها
این گونه از رودک اروپایی کوچک‌تر است، پشتی مایل به خاکستری کدر و برجسته‌های قهوه‌ای دارد. سر آن شبیه رودک اروپایی است، هرچند تاج‌های ضعیف‌تری دارد. دندان‌های آسیاب بالایی آن به روشی شبیه به گورکن آسیایی کشیده شده‌اند. خز آن را می‌توان با ماسک صورتش که شبیه رودک اروپایی است از گورکن آسیایی و گورکن ژاپنی تشخیص داد.

## پراکندگی
رودک قفقازی از شمال آناتولی تا کوه‌های قفقاز، از جنوب تا شام و غرب مرکزی ایران، و از غرب از طریق کوه‌های تیان‌شان گسترده‌است. همچنین در جزایر مدیترانه کرت و رودس یافت می‌شود. گمان می‌رود که مرز دامنه آن تا رودک اروپایی در قفقاز شمالی باشد، اما مرز مشخصی تعریف نشده‌است، زیرا هر دو در برخی مکان‌ها همجای هستند و دورگه‌های بالقوه شناسایی شده‌اند. حضور آن در افغانستان نیز ثبت شده‌است.

## آرایه‌شناسی
از هشت زیرگونه رودک اروپایی که در سال ۲۰۰۵ شناسایی شدند، اکنون چهار زیرگونه متعلق به رودک قفقازی هستند.